# Piscine vide
Piscine vide est un tableau réalisé en 1974 par le peintre français Gilles Aillaud. De format horizontal, cette huile sur toile est une peinture animalière qui représente une piscine vide derrière laquelle se trouve une petite cage contenant un hippopotame affalé. La scène se déroule probablement au sein d'un zoo que l'on situe dans une région germanophone grâce à des panonceaux sur les bords du bassin. Au fond de ce dernier, qui est carrelé de blanc, passe un tuyau d'arrosage noir qui témoigne d'un nettoyage en cours. Achetée en 1997 à la Galerie de France, à Paris, l'œuvre est conservée au musée d'Art contemporain du Val-de-Marne, à Vitry-sur-Seine, dans le Val-de-Marne.